# Henry Ullberg
Henry Arvid Ullberg, född 21 augusti 1906, död 15 juli 1964 i Bromma, var en svensk målare.
Han var gift med Elsa Ullberg. Han arbetade ursprungligen som tapetserare och dekoratör men drabbades i slutet av 1940-talet av polio och var fullständigt förlamad och sängliggande under många år. Under sin sjukdomstid började han öva sig i att måla med penseln i munnen och blev därmed bland de första svenska munmålarna. Han nådde en stor skicklighet och det son varit ett tidsfördriv och hobby blev så småningom ett yrke. Han medverkade i ett flertal samlingsutställningar i Stockholm. 